# Остринська сільська рада
| Остринська сільська рада — колишній орган місцевого самоврядування у Тлумацькому районі Івано-Франківської області з адміністративним центром у с. Остриня. Водоймища на території, підпорядкованій даній раді: річка Тлумачик. Сільській раді підпорядковані населені пункти: - с. Остриня |

## Склад ради
Рада складається з 15 депутатів та голови.

### Керівний склад ради
| ПІБ                       | Основні відомості                                                 | Дата обрання | Дата звільнення |
| ------------------------- | ----------------------------------------------------------------- | ------------ | --------------- |
| Доронюк Віталій Євгенович | Сільський голова, 1975 року народження, освіта                    | 26.03.2006   | 31.10.2010      |
| Доронюк Віталій Євгенович | Сільський голова, 1975 року народження, освіта вища, безпартійний | 31.10.2010   |                 |

Примітка: таблиця складена за даними джерела